# Jan Antonín Prokůpek
Jan Antonín Prokůpek (29. července 1832 Kutlíře – 25. února 1915 Královské Vinohrady) byl rakouský a český statkář, agrární aktivista a politik, na sklonku 19. století poslanec Českého zemského sněmu.

## Biografie
Pocházel ze starousedlého zemědělského rodu, který je v Kutlířích doložen již v 2. polovině 17. století. Základní vzdělání získal na škole v Křečhoři a na hlavní škole v Kolíně. Po smrti otce roku 1848 musel studia ukončit. Působil jako statkář v rodných Kutlířích na Kolínsku. Intenzivně se sám vzdělával četbou. Od roku 1861 byl v rodné obci starostou, přičemž tento post zastával trvale až do roku 1902. Od roku 1865 také zasedal v okresním zastupitelstvu a výboru. V období let 1887–1889 byl i okresním starostou. Angažoval se v agrární osvětě (důraz kladl na používání umělých hnojiv), psal populárně-naučné články a epištoly, prosazoval organizovanost selského stavu. Společně s Františkem Horkým zakládal Akciovou továrnu na výrobu umělých hnojiv a lučebnin v Kolíně a byl od roku 1900 místopředsedou a od roku 1907 i předsedou její správní rady. Zároveň zastával funkci předsedy Hospodářsko-průmyslové jednoty kolínské. V této pozici podporoval zakládání rolnických besed. V roce 1884 usedl do výboru zemské zemědělské rady.
Koncem 80. let 19. století se zapojil i do zemské politiky. Ve volbách v roce 1889 byl zvolen v kurii venkovských obcí (volební obvod Kolín, Kouřim, Čáslav) do Českého zemského sněmu. Politicky patřil k staročeské straně.
V pozdních letech bydlel s manželkou v Praze, respektive na Královských Vinohradech. V roce 1902 předal rodinný statek synovi Adolfu Prokůpkovi, který pokračoval v politické tradici svého otce a v meziválečném období byl československým poslancem za agrární stranu.
Jan Antonín Prokůpek zemřel v únoru 1915 a byl pohřben v Křečhoři.

## Fotogalerie

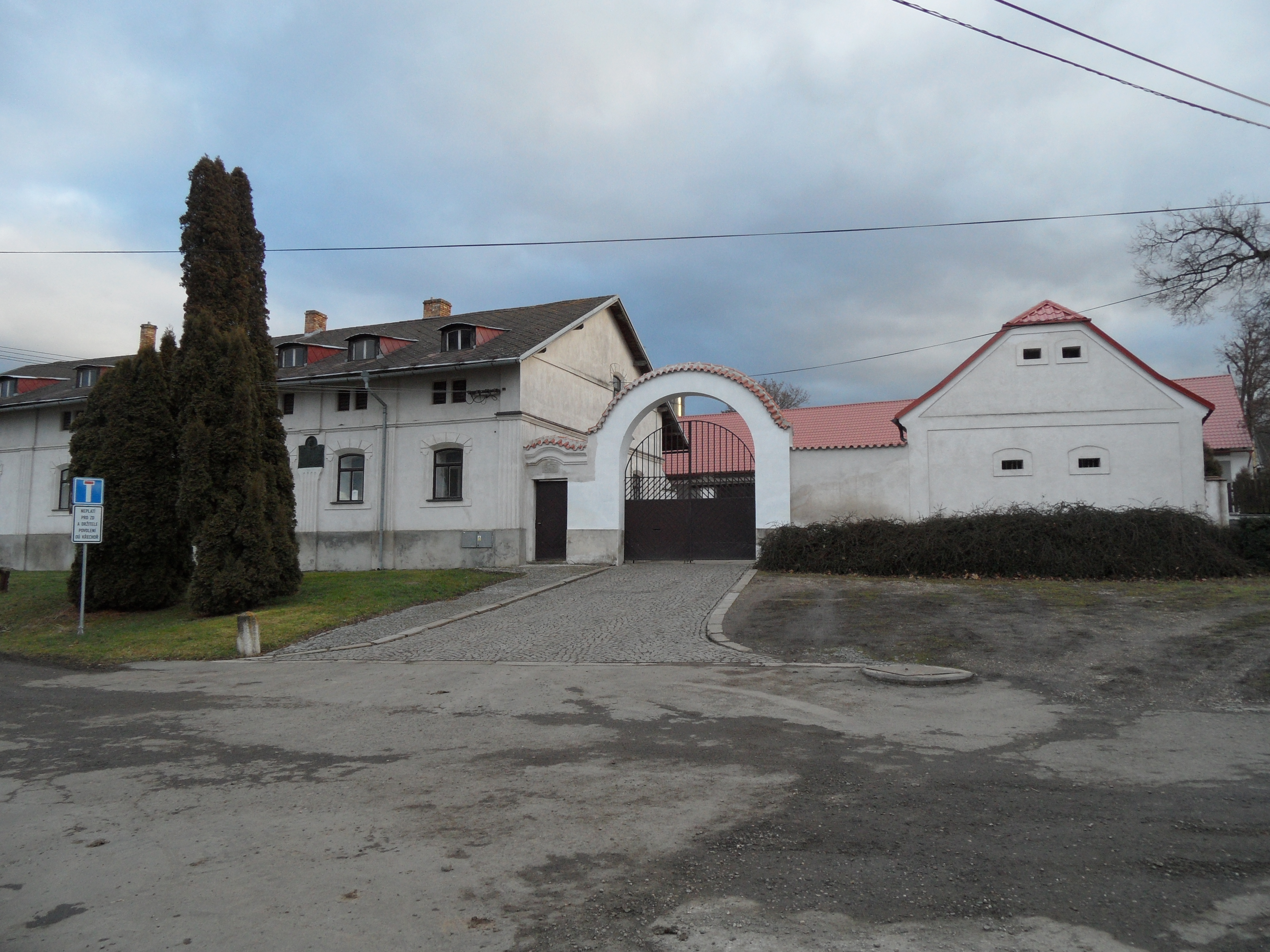
Rodný statek čp. 7 v obci Kutlíře (u Kolína)
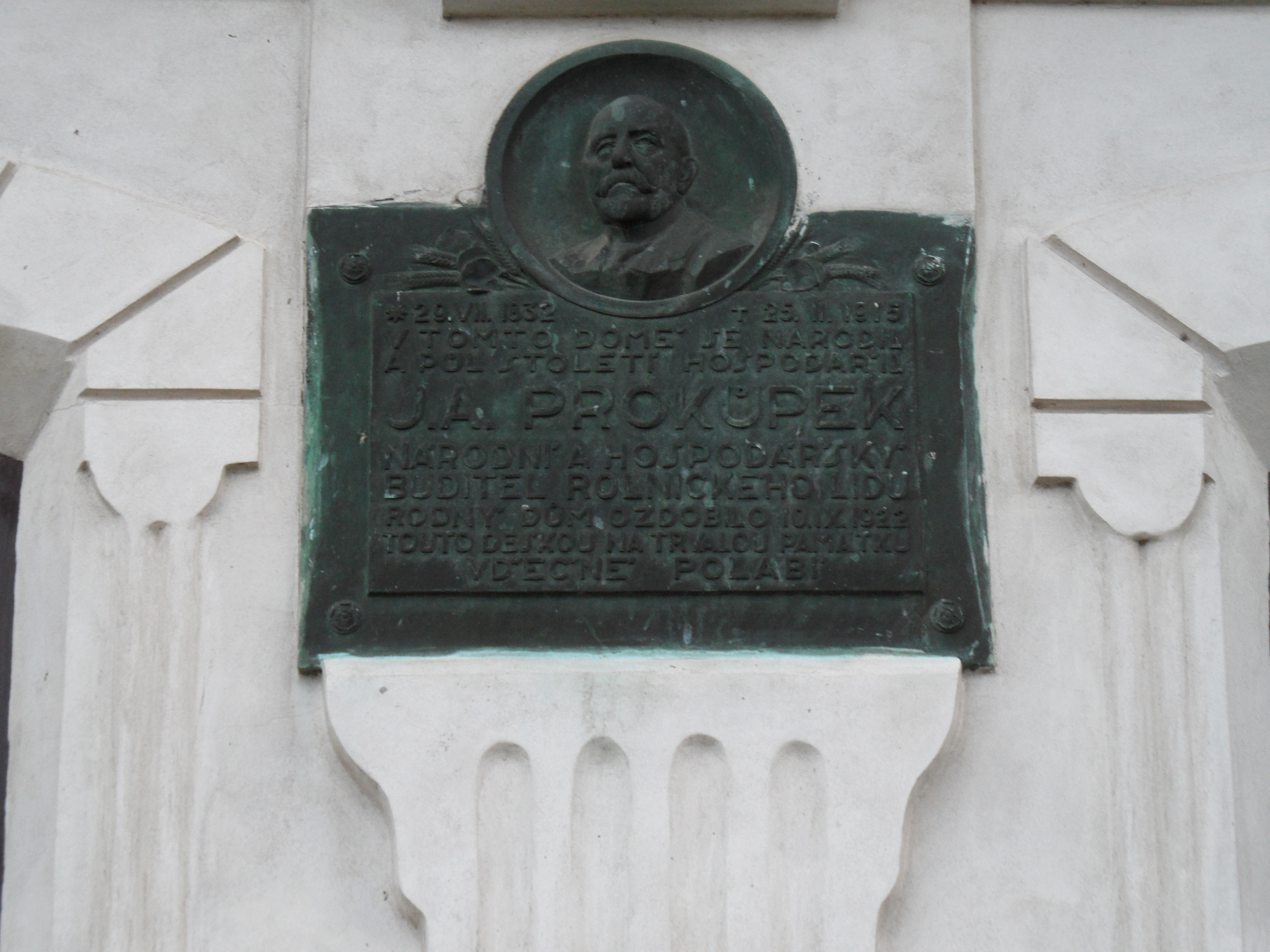
Pamětní deska na rodném statku